# Бразильско-тайваньские отношения

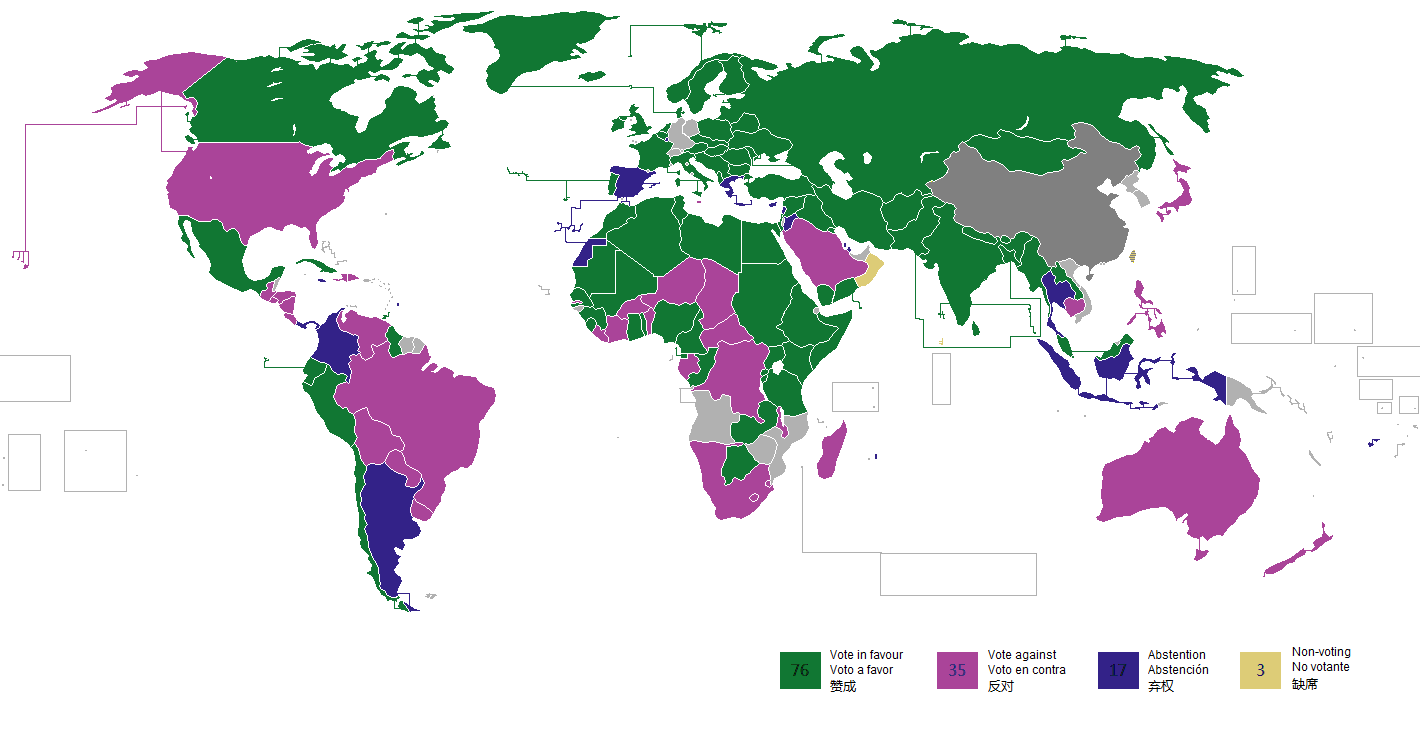
Бразилия проголосовала против резолюции UN-2758 о замене КР на КНР в ООН

Китайская Республика (Тайвань) и Федеративная республика Бразилия не поддерживают официальных дипломатических отношений, поскольку Бразилия поддерживает политику одного Китая. Однако две страны поддерживают неофициальные дипломатические отношения через экономические и культурные представительства.

## История
Формальные отношения между Бразильской империей и Цинской империей были установлены в сентябре 1880 года по договору о дружбе, торговле и навигации. Китайская сторона не разрешила бразильцам нанимать китайских рабочих по контракту, понимая что к цветным рабочим будут относиться как к «машинам или дешёвой рабочей силе». Британцы также воспротивились использованию труда китайцев в Бразилии, полагая что на деле (де-факто) это неизбежно будет означать рабство (которое в Бразилии было отменено только в 1888 году). В 1893 году Жозе де Коста Азеведо, барон Ладарио предложил Пекину обсудить новый договор об иммиграции, но китайская сторона не выразила интереса. Отношения продолжились с основанием в 1912 году Китайской республики, которую Бразилия признала и поддерживала с ней отношения, даже когда центральное правительство перебралось в бывшую японскую колонию Тайвань.
В 1971 году Бразилия проголосовала против резолюции Генеральной ассамблеи ООН № 2758 согласно которой место Китайской республики в ООН передавалось Китайской народной республике. Однако 15 августа 1974 года Бразилия признала Китайскую народную республику и временно прекратила дипломатические отношения с Китайской республикой. После этого дипломатические миссии в обеих странах были преобразованы в представительства.
В 1960-х годах началась масштабная иммиграция тайваньцев в Бразилию, большинство тайваньских бразильцев были фермерами из Гаосюня.
Многие тайваньские бразильцы живут в Сан-Паулу, Риу-Гранди-ду-Сул Паране и Рио-де-Жанейро.  В северной Бразилии в пятом по величине городе Ресифи находится другое большое поселение тайваньских бразильцев, в основном из Meinong, Kaohsiung.В пригородах Сан-Паулу свыше сотни тайваньских бразильцев основали грибные фермы, которые снабжают всю Бразилию.

## Настоящее время
Правительство Китайской республики основало Тайбэйский экономический и культурный офис в г. Бразилиа и ещё два офиса в  Сан-Паулу и Рио-де-Жанейро (закрыт в 2002 году).
Бразильское правительство основало коммерческий офис Бразилии в Тайбэе (порт. Escritório Comercial do Brasil em Taipé), в столице Китайской республике.
Китайская республика одна из наиболее важных торговых партнёров Бразилии в Азии. Главные продукты экспорта из Бразилии на Тайвань это руда, соевые бобы, кукуруза, дерево, сталь, хлопок, кожа и гранит. Бразилия является 18-м по значимости торговым партнёром для Китайской республики. Главные продукты экспорта из Китайской республики в Бразилию это электрическое оборудование, записывающее оборудование, жидкокристаллические дисплеи, продукты из стали и пластика.
Многие тайваньские электронные компании основали фабрики в Бразилии: AS Foxconn, Asus, MSI, Compal, Gigabyte, Acer, AOC, D-Link и другие.